# 三股町立長田小学校
三股町立長田小学校（みまたちょうりつ ながたしょうがっこう）は、宮崎県北諸県郡三股町大字長田にある公立の小学校。三股町東部に位置している。

## 概要
歴史
1872年（明治5年）創立。現校名となったのは1948年（昭和23年）。2022年（令和4年）に創立150周年を迎えた。
校章
左右に広がる稲穂と山を組み合わせたものを背景にして、中央に校名の「長田」の文字（縦書き）を配している。
校歌
1964年（昭和39年）制定。作詞は小松清、作曲は石田良男による。歌詞は3番まであり、各番の歌詞中に校名の「長田校」が登場する。
通学区域
三股町のうち、「轟木、仮屋、大野、大八重」。ただし2006年（平成18年）4月から小規模校特認校制度が導入されており、先述の通学区域外からも児童を受け入れている。中学校区は三股町立三股中学校。

## 沿革
- 1872年（明治5年）
  - 5月8日 - 「都城県長田村上方限郷校」として創立。茅葺き校舎を設置。児童数は18名。
  - 7月 - 校舎を瓦葺きとする。
  - この年 - 学制頒布後、「長田小学校」に改称。
- 1886年（明治19年）4月 - 小学校令施行により、簡易科（3年制）を設置の上、「簡易長田小学校」と称する。
- 1889年（明治22年）5月1日 -  北諸県郡5村（宮、樺山、長田、餅原、蓼池）が合併の上、「三股村」が発足。
- 1890年（明治23年）5月 - 尋常科（4年制）を設置の上、「尋常長田小学校」と改称。
- 1892年（明治25年）4月 - 「長田尋常小学校」に改称。
- 1903年（明治36年）- 初代校長に中島清太郎が就任。
- 1907年（明治40年）2月 - 高等科（2年制）を併置[2]の上、「長田尋常高等小学校」（尋常科4年・高等科2年）に改称。
- 1908年（明治41年）
  - 4月1日 - 改正小学校令により、尋常科（義務教育年限）が4年制から6年制に改められる。これにより、旧高等科1年を尋常科5年、旧高等科2年を尋常科6年に改める。これにより高等科が廃止され、「長田尋常小学校」（尋常科6年・高等科なし）に改称。
- 1918年（大正）7年 - 校地を拡張。
- 1919年（大正8年）- 校舎を増築。
- 1941年（昭和16年）4月1日 - 国民学校令施行により、「三股村長田国民学校」と改称。尋常科を初等科に改める。
- 1947年（昭和22年）
  - 4月1日 - 学制改革により、国民学校初等科は新制小学校「三股村立長田小学校」に改組・改称。
  - 5月8日 - 三股村立三股中学校 長田分校が併設される。
  - 10月　父母と先生の会を結成。
- 1948年（昭和23年）5月2日 - 町制施行により、「三股町立長田小学校」（現校名）に改称。
- 1952年（昭和27年）1月 - 新校舎が完成。
- 1953年（昭和28年）から1955年（昭和30年）までの間 - 教室を増築。
- 1959年（昭和34年）4月  - ミルク給食を開始。在籍児童数が最大の352名となる（ピーク）。
- 1961年（昭和36年）4月 - 中学校長田分校が三股中学校から分離の上、「三股町立三股東中学校」として独立。
- 1962年（昭和37年）11月 - 完全給食を開始。
- 1964年（昭和39年）2月 - 校歌を制定。
- 1972年（昭和47年）
  - 3月31日 - 三股町立三股中学校への統合により、三股町立三股東中学校が閉校。
  - 5月 - 創立100周年記念式典を挙行。
- 1983年（昭和58年）2月 - 新校舎が完成。
- 1994年（平成6年）5月 - 児童数減少により、梶山小学校と合同で宿泊体験学習および修学旅行を開始。
- 2001年（平成13年）4月 - 三股町複式学級解消制度を開始。
- 2006年（平成18年）4月 - 三股町小規模校特認校制度を開始。通学区域外からの児童の受け入れも開始。
- 2014年（平成26年）2月 - 長田地区崩土検知器を設置。
- 2017年（平成29年）
  - 4月 - ひまわり保育園ながた分園が敷地内に開園。長田児童クラブが校舎内に開所。放課後子ども教室を開始。
  - 10月 - 文教みまたフェスティバルで大野棒踊りを披露。
- 2018年（平成30年）
  - 4月 - 副担任・教科担任制を開始。
  - 9月 - ひまわり保育園長田分園と合同運動会を開催。

## 交通
最寄りの鉄道駅
- JR九州 日豊本線 「三股駅」

最寄りのバス停留所
- 三股コミュニティバス（くいまーる） 「第5地区防災センター」停留所

最寄りの幹線道路
- 宮崎県道33号都城北郷線

## 周辺
- ひまわり保育園長田分園
- 三股町第五地区分館
- 沖水川

## 参考資料
- 「三股町史」（1961年（昭和36年）6月8日, 三股町役場）p.340～p.341